# Grande Casablanca
Grande Casablanca era una delle 16 Regioni del Marocco, istituita nel 1997 e soppressa nel 2015. 
La regione rappresenta il cuore economico del paese.
La regione comprendeva 4 province e prefetture:
- Prefettura di Casablanca
- Prefettura di Mohammedia
- Provincia di Mediouna
- Provincia di Nouaceur